# Lecythis zabucajo
Lecythis zabucajo är en tvåhjärtbladig växtart som beskrevs av Jean Baptiste Christophe Fusée Aublet. Lecythis zabucajo ingår i släktet Lecythis och familjen Lecythidaceae. Inga underarter finns listade i Catalogue of Life.

## Bildgalleri

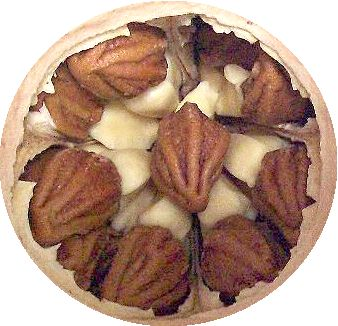
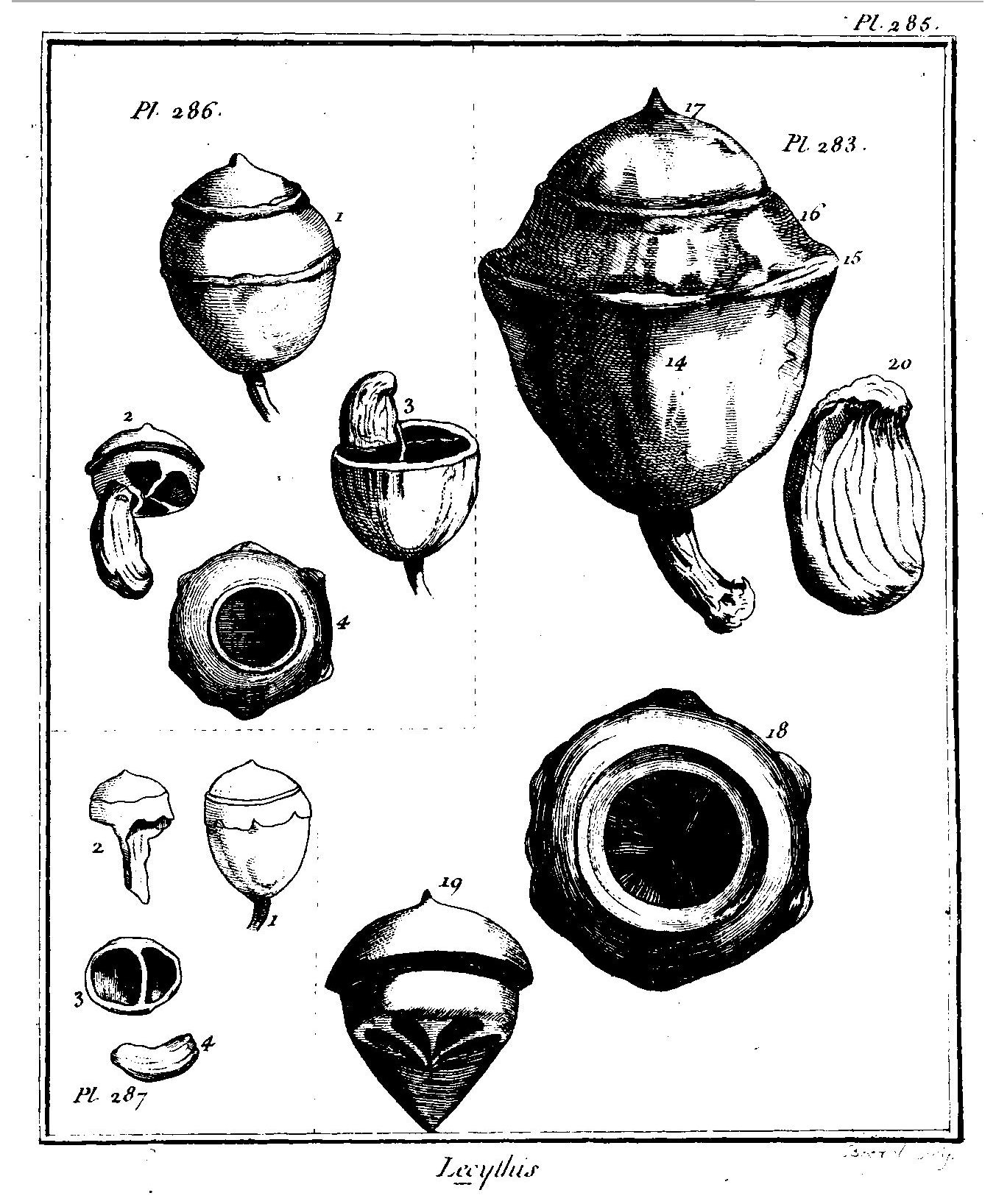
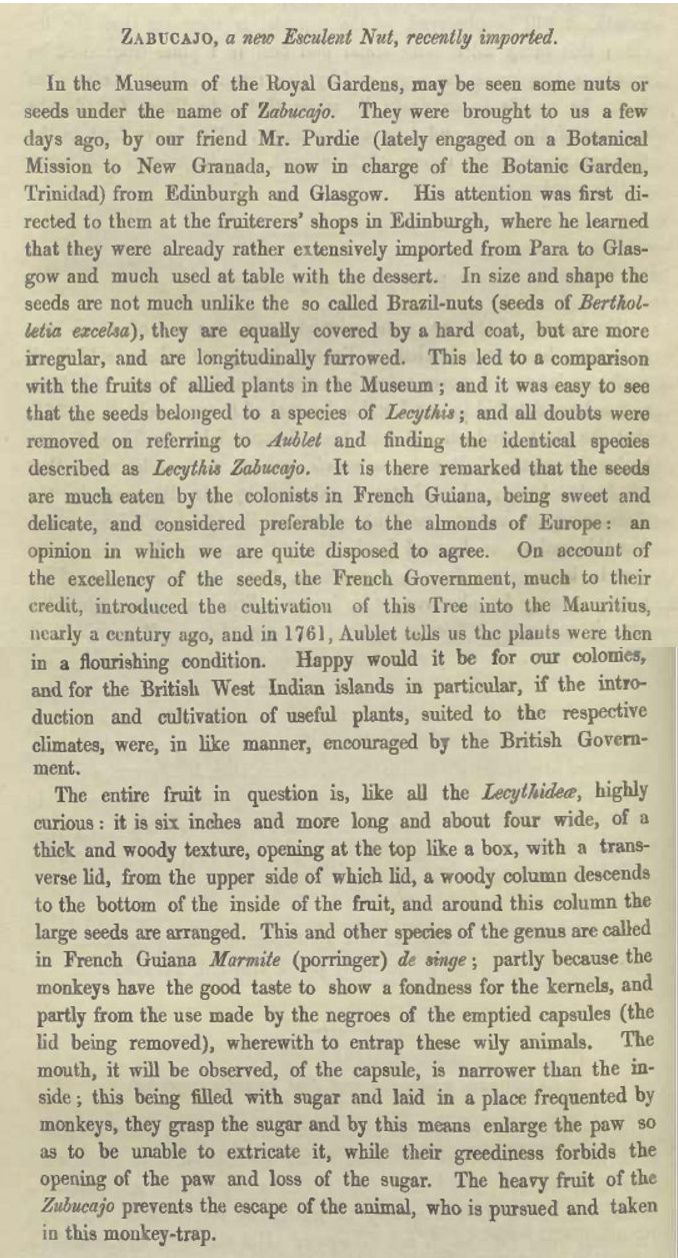
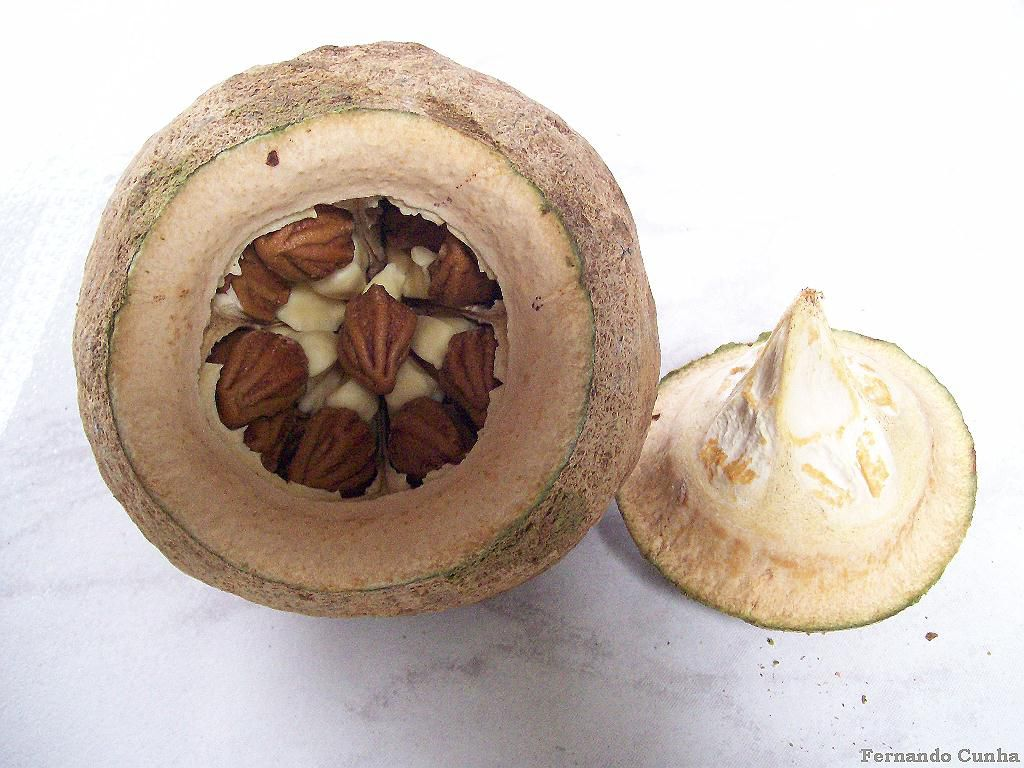
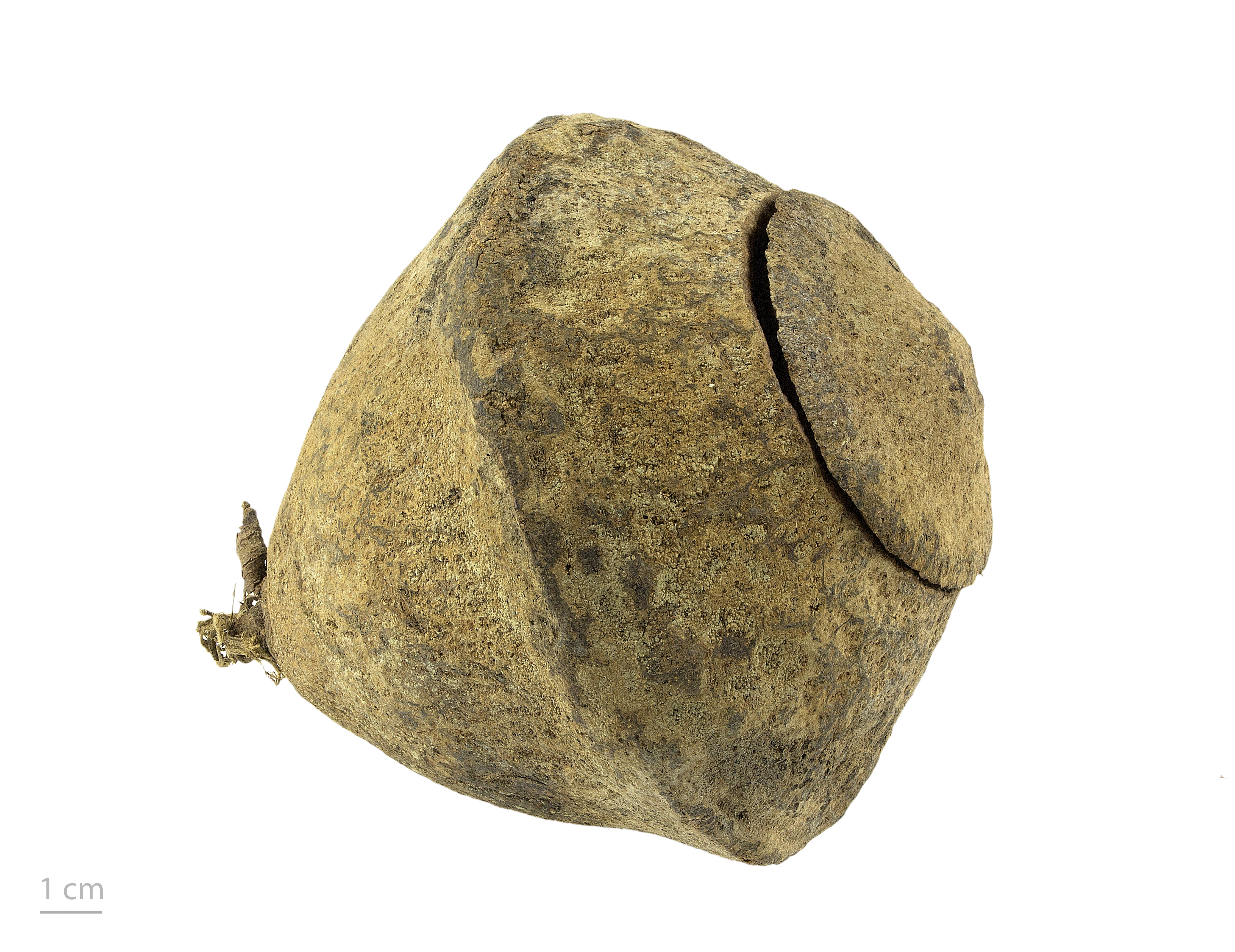
Lecythis zabucajo - Museum specimen